# 丁剑锐
丁剑锐（1926年—2004年1月16日），江苏淮安人。中华人民共和国军事将领。
担任沈阳军区步兵学校副校长，丹东军分区副司令员。1983年5月，担任辽宁省军区司令员。2004年1月16日，在沈阳逝世，享年78岁。